# Mercè Picó-Kirchmayr
Mercè Picó-Kirchmayr (* 1942 in Barcelona) ist eine spanisch-österreichische Malerin und Kunstpädagogin.

## Leben und Wirken
Die Künstlerin ist mit Wolfgang Kirchmayr verheiratet und lebt und arbeitet in Scharten.
Sie studierte von 1958 bis 1965 in Barcelona an der Escola Massana und von 1968 bis 1969 am Conservatori Arts del Libre sowie ebenso wie ihr Ehemann von 1967 bis 1968 an der Kunst- und Werkschule Pforzheim. Ein weiteres Studium führte sie an die Staatliche Akademie der Bildenden Künste Stuttgart. 1972 erhielt sie ihr Diplom für Angewandte Kunst im Fachbereich Email in Barcelona.
Sie war von 1969 bis 1970 Dozentin an der Escola Massana und von 1971 bis 1978 Mittelschullehrerin am Musisch-Pädagogischen Realgymnasium in Linz. Von 1991 bis 2007 war sie im Oberösterreichischen Landesmusikschulwesen für die Betreuung des Unterrichtsfaches Klang und Farbe sowie für die Integration mit Menschen geistiger Behinderung tätig.
Seit 1968 ist sie als freischaffende Künstlerin tätig und seit 1975 gehört sie der Künstlervereinigung MAERZ als Mitglied an. Sie setzt sich immer wieder mit religiösen Themen auseinander. In ihren Werken entwickelt sie die jahrhundertealte technische Tradition des Emaillierens als künstlerische Gestaltungsmöglichkeit weiter.

## Ausstellungen (Auswahl)
Die Künstlerin präsentiert ihre Werke im Rahmen von Einzel- und Gemeinschaftsausstellungen im In- und Ausland.
- Farben und Formen, Galerie Forum, Wels, 2012

## Werke
- Arbre Vermell, 1989, Kunstsammlung des Landes Oberösterreich
- Via Crucis – Kreuzwege der Gegenwart, Kreuzweg in der Pfarrkirche Hartkirchen, 2014
- Psalmen-Gebetsrolle aus Seidenfäden, Meditationskapelle in Scharten, 2003